# Sandro Cavazza
Pour les articles homonymes, voir Sandro et Cavazza.
Sandro Cavazza (né le 11 septembre 1992), est un auteur-compositeur-interprète suédois s'étant fait connaître pour ses collaborations avec Avicii et pour son appartenance au groupe 'Estraden'.

## Jeunesse
Sandra Cavazza décrit son passé comme "très Suédois et en partie Italien", avec des dinners dominicaux avec sa famille italienne dans le système social très sécurisé qu'est la Suède. Il a étudié dans une école de musique.

## Discographie

### EP
| Titre             | Détails |
| ----------------- | --- |
| Sandro Cavazza    | - Sortie : 28 avril 2017 - Label : Ineffable Music, Universal Records - Formats : Téléchargement digital      |
| Weird & Talkative | - Sortie : 13 novembre 2020 - Label : Ineffable Music, Universal - Formats: Téléchargement digital, streaming |

### Singles

#### Artiste Principal
| "What It Feels Like"                             | 2017 | —    | —    | —  | —  | —  | —  | — | —  |                    | Sandro Cavazza    |
| "Don't Hold Me"                                  | 2017 | —    | —    | —  | —  | —  | —  | — | —  |                    | Sandro Cavazza    |
| "So Much Better" (Remix)                         | 2017 | 12   | —    | —  | —  | —  | —  | — | —  |                    | Sandro Cavazza    |
| "High with Somebody" (avec P3GI-13)              | 2018 | 9    | —    | —  | —  | —  | —  | — | —  | - GLF:2x Platinium | NC                |
| "Here"                                           | 2018 | —    | —    | —  | —  | —  | —  | — | —  |                    | NC                |
| "Used To" (featuring Lou Elliotte)               | 2018 | 63   | —    | —  | —  | —  | —  | — | —  |                    | NC                |
| "Enemy                                           | 2019 | 43   | —    | —  | —  | —  | —  | — | —  |                    | NC                |
| "Forever Yours (Tribute)" (avec Avicii and Kygo) | 2020 | 4    | —[A] | 58 | 49 | 65 | 65 | 5 | 25 |                    | NC                |
| "Sad Child" (avec Brother Leo)                   | 2020 | —    | —    | —  | —  | —  | —  | — | —  |                    | Weird & Talkative |
| "Lean on Me"                                     | 2020 | 44   | —    | —  | —  | —  | —  | — | —  |                    | Weird & Talkative |
| "Love to Lose" (avec Georgia Ku)                 | 2021 | —[B] | —    | —  | —  | —  | —  | — | —  |                    | NC                |
| "Don't Deserve This" (avec Nea)                  | 2021 | —    | —    | —  | —  | —  | —  | — | —  |                    | NC                |
| "Shameless"                                      | 2021 | —    | —    | —  | —  | —  | —  | — | —  |                    | NC                |
| "—" pas de classement.                           |      |      |      |    |    |    |    |   |    |                    |                   |

#### Collaborations
| "Beautiful Life" (Lost Frequencies featuring Sandro Cavazza) | 2016 | —  | —  | 51 | 1  | 1  | 39  | 50 | 65 | —  | —  | Less Is More |
| "Without You" (Avicii featuring Sandro Cavazza)              | 2017 | 1  | 20 | 7  | 15 | 15 | 59  | 18 | 13 | 3  | 10 | Avīci (01)   |
| "Happy Now" (Kygo featuring Sandro Cavazza)                  | 2018 | 3  | 50 | 53 | 26 | 13 | 168 | 53 | —  | 6  | 20 | NC           |
| "Young Again" (Don Diablo featuring Sandro Cavazza)          | 2024 | __ | __ | __ | __ | __ | __  | __ | __ | __ | __ | NC           |
| "—" pas de classement.                                       |      |    |    |    |    |    |     |    |    |    |    |              |

#### Apparences non créditées
| Titre                                                                                              | Année | Classement | Classement | Album       |
| Titre                                                                                              | Année | SWE        | NOR        | Album       |
| -------------------------------------------------------------------------------------------------- | ----- | ---------- | ---------- | ----------- |
| "Gonna Love Ya" (Avicii featuring Sandro Cavazza)                                                  | 2015  | 3          | 25         | Stories     |
| "Sunset Jesus" (Avicii featuring Gavin DeGraw, John Dhani Lennevald, Mike Posner & Sandro Cavazza) | 2015  | 37         | —          | Stories     |
| "Beautiful" (Kygo featuring Sandro Cavazza)                                                        | 2020  | —          | —          | Golden Hour |

## Filmographie
| Année | Cérémonie | Catégorie         | Œuvre       | Résultat   |
| ----- | --------- | ----------------- | ----------- | ---------- |
| 2017  | Grammis   | Meilleure Chanson | Without You | Nomination |